# راي سانتوس
راي سانتوس (بالإنجليزية: Ray Santos)‏ هو عازف ساكسفون وملحن أمريكي، ولد في 28 ديسمبر 1928.

## وصلات خارجية
- راي سانتوس على موقع IMDb (الإنجليزية)
- راي سانتوس على موقع ميوزك برينز (الإنجليزية)
- راي سانتوس على موقع أول ميوزيك (الإنجليزية)
- راي سانتوس على موقع ديسكوغز (الإنجليزية)
- راي سانتوس على موقع قاعدة بيانات الفيلم (الإنجليزية)